# 虫实附地菜
虫实附地菜（学名：[Trigonotis corispermoides] 错误：{{Lang}}：文本有斜体标记（帮助））是紫草科附地菜属的植物，是中国的特有植物。分布于中国大陆的四川、云南等地，生长于海拔2,900米的地区，多生长于山地草原及路旁，目前尚未由人工引种栽培。

## 异名
- Trigonotis corispermoides C. J. Wang var. sessilis W. T. Wang